# GSC2322-1440
GSC2322-1440 — хімічно пекулярна зоря спектрального класу A, що має видиму зоряну величину в смузі V приблизно 10,0.